# Артштеттен (замок)
Замок Артштеттен — замок в Нижней Австрии, резиденция семейства Гогенбергов, потомков эрцгерцога Франца Фердинанда и его супруги Софии.

## История замка
Первое письменное упоминание об Артштеттене относится к 1263 году. До XV столетия замок находился в собственности фамилии Эрендорф. После неоднократной смены владельцев замок в 1823 году был приобретен австрийским императорским домом.
В 1889 году наследник австро-венгерского престола Франц Фердинанд получил его в подарок от своего отца эрцгерцога Карла Людвига. При Франце Фердинанде замок и парк были перестроены и модернизированы. В дополнительно пристроенных помещениях сейчас находится музей Франца Фердинанда.
Поскольку Франц Фердинанд в 1900 году женился морганатическим браком на чешской графине Софии Хотек, и его жена не могла быть похоронена в склепе Капуцинов, то в замковой церкви был создан склеп, в котором впоследствии похоронили Франца Фердинанда и его супругу.
В 1914 году после Сараевского убийства замок унаследовал сын Франца Фердинада Максимилиан, которому на тот момент было лишь 12 лет. После аншлюса все имущество Максимилиана было конфисковано, а он вместе со своим младшим братом Эрнстом был заключен в концлагерь.
В 1949 году замок был возвращен Максимилиану Австрийской республикой, а затем был унаследован его сыном Францем. С 2003 года замок является собственностью Фонда Аниты Гогенберг, задачей Фонда является сохранение замка и прилегающей территории как «ансамбля Артштеттена».

## Интересные факты
Монета Национального банка Австрии достоинством 10 евро посвящена замку Артштеттен.